# Klein Wootz
Klein Wootz ist ein Wohnplatz der Gemeinde Lenzerwische des Amtes Lenzen-Elbtalaue im Landkreis Prignitz in Brandenburg.

## Geografie
Der Ort liegt einen Kilometer südwestlich von Wootz, dem Sitz der Gemeinde Lenzerwische und neun Kilometer südwestlich von Lenzen (Elbe), dem Sitz des Amtes Lenzen-Elbtalaue. Die Ortslage befindet sich auf der Gemarkung von Wootz.
Nachbarorte sind Wootz, Mödlich und Vietze im Nordosten, Meetschow im Südosten, Gorleben im Süden, Pölitz im Westen, sowie Laase, Kietz und Rosensdorf im Nordwesten.

## Geschichte
Um 1800 gehörte der Ort zum Lenzenschen Kreis in der Provinz Prignitz; ein Teil der Kurmark der Mark Brandenburg. In einer Beschreibung dieser Landschaft aus dem Jahr 1804 wird das 2½ Hufen umfassende Dorf „Klein Wutz“ mit insgesamt 107 Einwohnern verzeichnet und als Besitzer wird der Deichhauptmann von Jagow zu Rühstädt genannt. In dem zu Lenzerwische und damit damals zu Kietz gehörenden Dorf, waren seinerzeit ein Ganz- und vier Halbbauern, sieben Einlieger, und acht Büdner tätig. Darüber hinaus waren hier neun Feuerstellen vorhanden, die Bewohner nach Kiez in der Inspektion Lenzen eingepfarrt und der Adressort war ebenso Lenzen.
Am 1. April 1939 wurde Klein Wootz nach Wootz eingemeindet. Seit dem 26. Oktober 2003 ist Klein Wootz ein Wohnplatz der Gemeinde Lenzerwische.